# Michel Garnier (chanteur)
Pour les articles homonymes, voir Garnier.
Pour le peintre français, voir Michel Garnier.
Michel Garnier est un auteur-compositeur-interprète français, guitariste batteur et percussionniste.

## Carrière

### Les prémices
Michel Garnier commence la guitare à l'âge de 11 ans, il est très rapidement passionné par les percussions et les rythmes. En 1975, il accompagne pour la première fois de nombreux ballets à la Schola Cantorum. Il y découvre le piano et se met à la création pour des chorégraphes et des réalisateurs de courts métrages,. C'est en 1984 qu'il rencontre Pakoune, chanteuse soliste qui l'accompagnera ensuite sur la majorité de ses créations.

### Composition pour l'UNESCO
En 1995 à la demande de l'UNESCO, il crée un spectacle de style opéra moderne réunissant des voix du monde sur le thème des droits de l’Homme. Ce spectacle fut parrainé notamment par le Dalai Lama, Mère Teresa ou encore l’Abbé Pierre. Il fut joué le 8 décembre 1995 au palais de l'UNESCO à Paris avec la participation de Robert Hossein et Hubert Reeves. Le spectacle fut également joué au Cirque d’Hiver puis en Grèce et en Turquie.

### Oratorio de Marie Madeleine
En 2002, il crée son premier oratorio dédié à Marie Madeleine afin de fêter la réouverture de la grotte de la Sainte Baume, un lieu qui l'a toujours passionné, La cérémonie réunit plus de 6000 spectateurs. Pour l'occasion quatre chanteurs soliste, un orchestre et près de 100 choristes l'accompagnent.
L’oratorio sera joué dans de nombreux lieux sacrés importants dont l’Eglise de la Madeleine en 2008 avec notamment la présence de la reine Fabiola, il fut également choisi en 2005 pour célébrer la fin de la réhabilitation de la Basilique du Sacré-Coeur de Paray-le-Monial, l'un des lieux de pèlerinage les plus fréquentés de France. Des représentations eurent également lieues en Israël, en Palestine et en Tunisie. L'oratorio sera vu par plus de 21 000 spectateurs à travers le monde

### Oratorio sur Saint-François
En 2011, il compose puis interprète toujours accompagné de la chanteuse soliste Pakoune, son nouvel oratorio qui retrace la vie de Saint François d’Assise à travers parfois le regard de Sainte Claire d'Assise. Le texte est inspiré du livre de Daniel Meurois, François des Oiseaux... Claire et le Soleil et de celui du Père Eloi Lecler Saint François d’Assise, le retour à l’évangile. C'est cette œuvre qui marqua le début de sa collaboration (et amitié) avec Michael Lonsdale qui prêtera sa voix avec Juliette Binoche et de Francesco Bardelli aux personnages de l'oratorio.
L’œuvre rencontra un vif succès et sera jouée à travers toute l’Europe. L'oratorio est notamment interprété en 2013 à la basilique de San Francisco El Grande à Madrid, avec en chef de chœur le renommé Jeronimo Marin, mais encore en 2014 à la Basilique Saint-François d'Assise à Assise (son voyage  donnera lieu à un documentaire Tous à Assise !).  Le succès fut tel qu'il reçut la bénédiction du Pape François en 2014 et fut invité en 2018 à jouer au Vatican lors d'une audience privée. Michel Garnier et son équipe interpréteront cette œuvre dans de nombreuses églises, basiliques et cathédrales dans les années qui suivirent en France et en Italie comme à Padoue et Turin en 2017.
En 2015, pour fêter les 800 ans des frères dominicains à la Sainte Baume il écrit et réalise le spectacle St François, St Dominique et la communion des Saints.

### Oratorio sur le mystère de la Colombe
En 2018, il commença la création d'un nouvel oratorio cette fois-ci dédié à l'esprit Saint. Michael Lonsdale prête de nouveau sa voix cette fois-ci à l'apôtre Jean même s'il n'aura le temps de voir la première représentation qui aura lieu moins d'un an après son décès,. Il reste accompagné de la soliste Pakoune ainsi que de choristes.
Il interprète depuis son œuvre dans des cathédrales comme Saint-Mammès (Langres), Saint Samsom (Dol-de-Bretagne) , des basiliques comme la Basilique Sainte-Marie-Madeleine ou même des églises comme l'église Saint-Paterne d'Orléans dans toute la France

## Créations musicales

### Albums
- 1992 : Transfiguration (Une nuit sur le Mont Thabor)
- 1997 : Déclaration universelle
- 2004 : Marie de Magdala
- 2008 : François des oiseaux : Claire et le soleil
- 2015 : Le chant des fleurs
- 2016 : Recueil n°1
- 2020 : Le mystère de la Colombe

### Singles
- 2003 : A travers le vitrail
- 2012 : Sois bénis (Qui que tu sois...)
- 2012 : Flamme violette
- 2014 : Terre vivante
- 2014 : La réconciliation // La communion des Saints
- 2016 : Une action de foi
- 2016 : Thérèse
- 2016 : Recueil n°2
- 2016 : L'hymne aux oiseaux
- 2018 : Le mystère de la pentecôte // Notre père

### DVD
- 2010 : Réconciliation
- 2014 : Tous à Assise ![11]
- 2022 : Le mystère de la Colombe